# Ковалёв, Валерий Валерьевич
Вале́рий Вале́рьевич Ковалёв (24 апреля 1970, Нойруппин, Потсдам, ГДР — 31 декабря 2021, Москва, Россия) — российский википедист и предприниматель, основатель и владелец одного из крупнейших российских интернет-магазинов — Холодильник.ру. Согласно рейтингу Forbes, в 2014 году компания, возглавляемая Валерием Ковалёвым, находилась на шестом месте среди интернет-магазинов России с выручкой 310 миллионов долларов США.

## Ранние годы
Родился 24 апреля 1970 года в городе Нойруппин (ГДР) в семье советского военного лётчика-испытателя Валерия Ивановича Ковалёва (12.12.1946 — 05.01.2004), проходившего службу в составе Западной группы войск. В связи со службой отца семья многократно переезжала в пределах СССР — от Комсомольска-на-Амуре до Тбилиси. За время учёбы сменил четыре школы.
В юношеские годы занимался в аэроклубе, планируя по примеру отца и деда стать военным лётчиком, однако при поступлении в лётное училище не смог пройти медицинскую комиссию из-за проблем со зрением.
В 1987 году поступил в Московский авиационный институт, на факультет «Самолёто- и вертолётостроение», который окончил в 1994 году по специальности «инженер-системотехник лётных испытаний».

## Предпринимательская деятельность

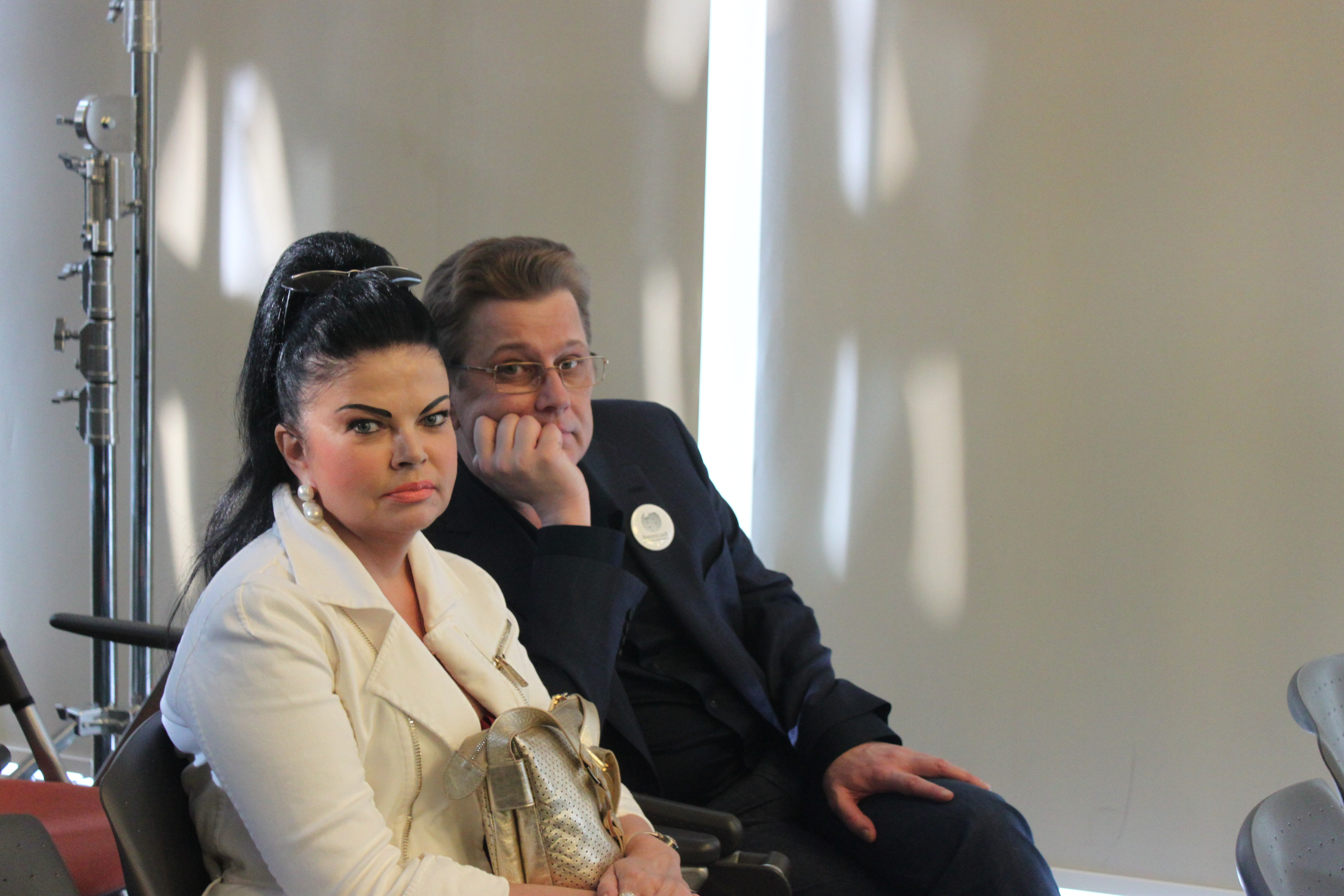
Валерий Ковалёв с женой Светланой (2017 год)

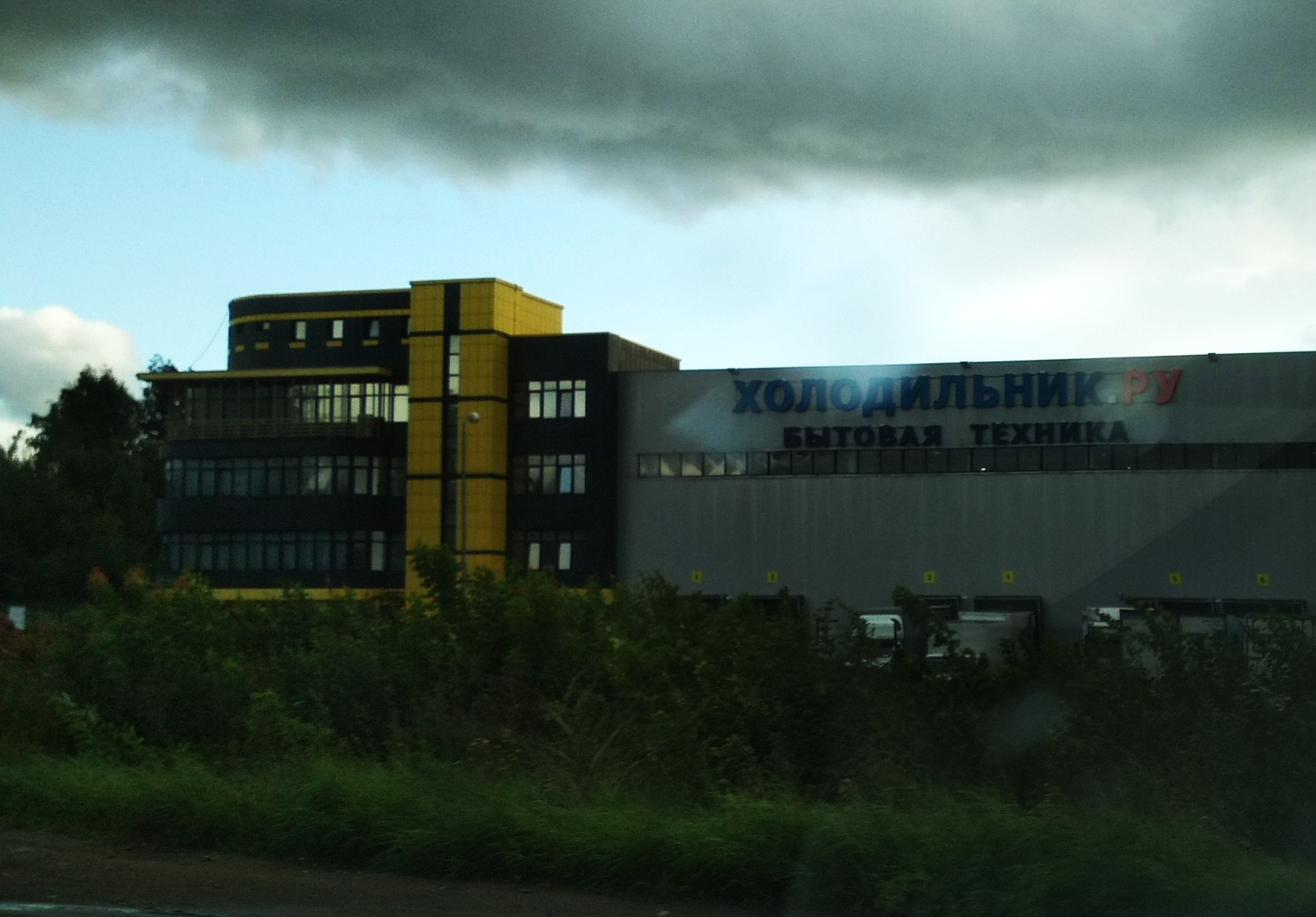
Магазин Holodilnik.ru в городском округе Солнечногорск Московской области

В студенческие годы организовал вместе с женой Светланой оптовую и розничную торговлю холодильниками, арендовав для этого часть площади в магазине «Свет».
В 1997 году стал учредителем ЗАО «Торговый дом Эдил». Первый опыт продвижения товаров с помощью интернет-ресурсов приобрёл в конце 1990-х годов, когда устроил на сайте adeal.ru витрину с перечнем продукции, реализуемой «Эдилом».
В 2003 году, будучи владельцем девяти магазинов и официальным представителем таких производителей бытовой техники, как LG и Electrolux, зарегистрировал сайт Holodilnik.ru с каталогом товаров и начал постепенно переводить торговлю в онлайновый формат. Через два года ассортиментный ряд, предлагаемый компанией Ковалёва, расширился, а сайт усовершенствовался: к примеру, потребители получили возможность не только воспользоваться рубрикой «Стол заказов», где формировались пожелания по поводу новых моделей, но и увидеть открытую статистику (товар на складе, в службе доставки, на пути к покупателю) в режиме реального времени. На форуме сайта основатель компании, как правило, сам отвечал на вопросы пользователей.
В 2006 году после прохождения собеседования устроился на должность медиапланера в компанию «Яндекс», где в течение восьми месяцев занимался организацией рекламных проектов. Работа в «Яндексе», по словам бизнесмена, не была связана с его непосредственной деятельностью; новый опыт был необходим для получения дополнительных знаний о маркетинговых онлайновых технологиях и расширения представлений об интернете.
В 2009 году обозреватель журнала Forbes Николай Кононов писал, что «по продажам бытовой техники в интернете Ковалёв — чемпион, от него отстают даже онлайн-подразделения „Эльдорадо“, „М.Видео“ и других розничных гигантов». В 2014 году, по данным Forbes, Holodilnik.ru, имевший выручку 310 миллионов долларов, находился на шестом месте среди крупнейших интернет-магазинов России. К тому времени возглавляемая Ковалёвым компания, начавшая «активную региональную экспансию», осуществляла доставку бытовой техники в тридцать восемь российских регионов.
Активно занимался благотворительностью: при его финансовой поддержке издана книга поэта А. С. Кушнера «Обстоятельства времени» (2020), несколько книг литературоведа А. В. Кулагина и др.

## Википедийная деятельность

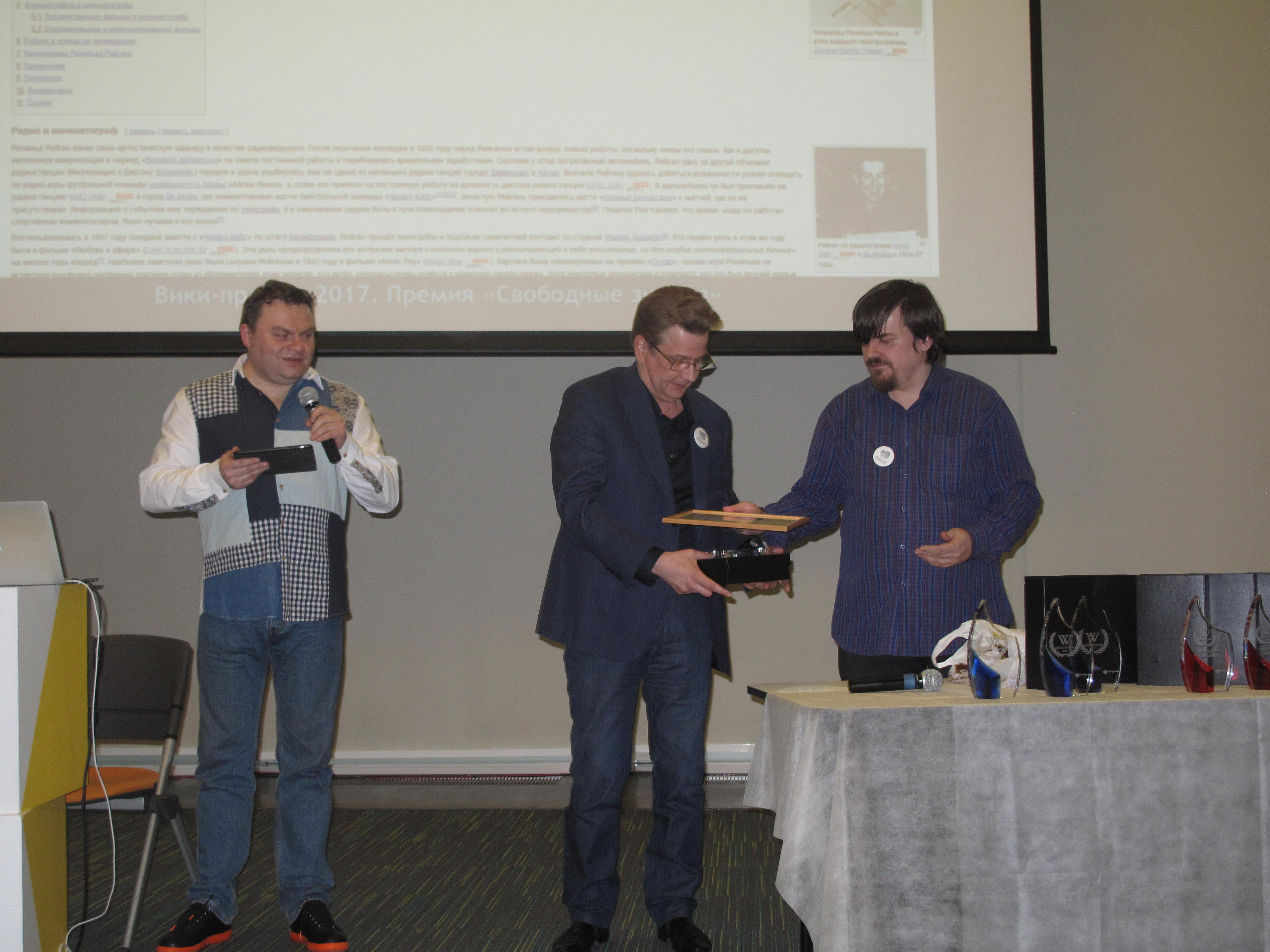
Валерий Ковалёв на вручении «Вики-премии» (Москва, 25 апреля 2017 года)

С 2016 года по 30 декабря 2021 года участвовал в Русской Википедии под ником NoFrost (до 13 марта 2020 года использовал ник НоуФрост). Никнейм образован от одноимённой применяемой в холодильниках технологии охлаждения No frost (с англ. — «нет инея» или «без инея»), при которой в рабочей камере холодильника не образуется иней и наледь.
Автор и соавтор семи «статей года», семи «альтернативных статей года», двадцати «избранных», одиннадцати «хороших», двадцати двух «добротных» статей и двадцати семи «избранных» списков. Лауреат Вики-премии 2017, 2018 и 2019 годов. По словам исполнительного директора Викимедиа РУ Станислава Козловского, в Википедии Ковалёв «написал огромное количество высококачественных статей».

## Смерть
Скончался 31 декабря 2021 года в Москве на 52-м году жизни; причиной смерти стала острая коронарная недостаточность.
Похоронен 5 января 2022 года на Перепечинском кладбище Солнечногорского района рядом с могилой отца.